# Hector Wynter
Hector Lincoln Wynter, OJ, (* 27. Juli 1926 in Camagüey, Kuba; † 31. Dezember 2002 in Mona, Jamaika) war ein jamaikanischer Journalist, Diplomat und Politiker der Jamaica Labour Party (JLP).

## Leben
Hector Wynter wurde am 27. Juli 1926 als Sohn des Schneiders Percival Wynter und seiner Frau Lola Maud Reid-Wynter geboren. Er besuchte das St. Simon’s College und die Wolmer’s Boys’ School, bevor er in Havanna und an der University of Oxford studierte. 1948 erhielt er ein Rhodes-Stipendium. Nach seiner Rückkehr nach Jamaika unterrichtete er Spanisch an der  Calabar High School, einem renommierten Gymnasium in Kingston. Seit 1955 war er an der University of the West Indies (UWI) tätig, u. a. als Dozent für Erwachsenenbildung und als Direktor der Abteilung Extra-Mural Studies („Studien außerhalb der Mauern“), d. h. des außerhalb des Campus angebotenen Bildungsprogramms der Universität.
Von 1962 bis 1963 war er Mitglied des ersten jamaikanischen Senats nach der Unabhängigkeit des Landes. Ab 1963 war er der erste jamaikanische High Commissioner in Trinidad und Tobago. Wynter war zwischen 1965 und 1967 parlamentarischer Sekretär im Außenministerium, war dann von 1967 bis 1969 als Staatsminister im Bildungs- und von 1969 bis 1972 im Jugendministerium tätig. In der Jamaica Labour Party übte er von 1970 bis 1972 das Amt des Chairman aus.
Wynter war Ständiger Vertreter Jamaikas bei der UNESCO und von 1970 bis 1976 sowie von 1981 bis 1985 Mitglied des Exekutivrates der UNESCO. In den Jahren 1974 bis 1976 war er Vorsitzender dieses Organs.
Er wurde 1974 Executive Editor beim The Gleaner, 1976 dann Editor-in-Chief der traditionsreichsten Zeitung Jamaikas. Er war Chefredakteur des Gleaner während der politisch turbulenten Zeit im Jamaika der 1970er Jahre und geriet in Konfrontation mit der zu dieser Zeit pro-sozialistische Politik betreibenden, regierenden People’s National Party, insbesondere als Premierminister Michael Manley den Notstand ausrief und den Medien ab Juni 1976 besondere Auflagen bezüglich politischer Berichterstattung gemacht wurden.
In den 1980er Jahren wurde er mit dem Order of Jamaica ausgezeichnet.
Wynter war verheiratet und Vater von sechs Kindern. Nach einem Verkehrsunfall am 27. Dezember 2002 wurde er ins Universitätshospital der UWI in Mona gebracht, wo er wenige Tage darauf seinen Verletzungen erlag.